# Гілдебран (Північна Кароліна)
Гілдебран (англ. Hildebran) — місто (англ. town) в США, в окрузі Берк штату Північна Кароліна. Населення — 1679 осіб (2020).

## Географія
Гілдебран розташований за координатами 35°43′5″ пн. ш. 81°25′15″ зх. д. / 35.71806° пн. ш. 81.42083° зх. д. (35.718130, -81.420795).  За даними Бюро перепису населення США в 2010 році місто мало площу 7,44 км², уся площа — суходіл.

## Демографія
Згідно з переписом 2010 року, у місті мешкали 2023 особи в 806 домогосподарствах у складі 558 родин. Густота населення становила 272 особи/км².  Було 888 помешкань (119/км²).
Расовий склад населення:
| - 91,8 % — білих - 3,7 % — азіатів - 1,6 % — чорних або афроамериканців - 0,4 % — корінних американців - 1,5 % — осіб інших рас |

До двох чи більше рас належало 0,9 %. Частка іспаномовних становила 2,4 % від усіх жителів.
За віковим діапазоном населення розподілялося таким чином: 20,9 % — особи молодші 18 років, 59,4 % — особи у віці 18—64 років, 19,7 % — особи у віці 65 років та старші. Медіана віку мешканця становила 42,0 року. На 100 осіб жіночої статі у місті припадало 94,5 чоловіків;  на 100 жінок у віці від 18 років та старших — 90,7 чоловіків також старших 18 років.
Середній дохід на одне домашнє господарство  становив 44 626 доларів США (медіана — 41 055), а середній дохід на одну сім'ю — 47 222 долари (медіана — 43 796). Медіана доходів становила 36 458 доларів для чоловіків та 31 656 доларів для жінок. За межею бідності перебувало 28,0 % осіб, у тому числі 59,3 % дітей у віці до 18 років та 6,1 % осіб у віці 65 років та старших.
Цивільне працевлаштоване населення становило 862 особи. Основні галузі зайнятості: виробництво — 30,6 %, освіта, охорона здоров'я та соціальна допомога — 15,7 %, роздрібна торгівля — 10,4 %, будівництво — 7,8 %.